# Vy Maria Dong
Pour les articles homonymes, voir Dong.
Vy Maria Dong (née en 1976 à Big Spring, Texas) est une chimiste américano-vietnamienne, professeure à l'Université de Californie à Irvine (UCI). Dong travaille sur la catalyse énantiosélective et la synthèse de produits naturels. Elle a reçu notamment le prix Merck, Sharp & Dohme de la Royal Society of Chemistry en 2020 et le prix Elias James Corey de l'American Chemical Society en 2019.

## Enfance et éducation
Dong est née à Big Spring, au Texas, en 1976, où elle a passé sa petite enfance, et a déménagé avec sa famille à Anaheim, en Californie,,. Première de sa famille à fréquenter l'université, elle a étudié la chimie à l'Université de Californie à Irvine (UCI) en tant que Regents' Scholar,. Dong a décidé d'étudier la chimie au cours de sa deuxième année après avoir suivi un cours avec Larry E. Overman (en), avec qui elle a ensuite mené des recherches de premier cycle. Elle est diplômée magna cum laude en 1998 de l'UCI.
Pour ses études supérieures, Dong a fréquenté l'Université de Californie à Berkeley, rejoignant le laboratoire de David MacMillan en tant que l'une de ses premiers étudiants diplômés. Elle a déménagé avec MacMillan au California Institute of Technology, où elle a obtenu son doctorat en 2004. Sa thèse a porté sur des travaux sur des variantes d'un réarrangement zwitterionique - Claisen,, et leur application vers une synthèse totale du produit naturel érythronolide B.
Dong est ensuite retournée à l'UC Berkeley, travaillant sur la chimie supramoléculaire avec Robert G. Bergman et Ken Raymond (en) en tant que boursière postdoctorale du National Institutes of Health (NIH). Ses travaux avec Bergman et Raymond se sont concentrés sur le développement d'une molécule hôte supramoléculaire capable de stabiliser les ions iminium réactifs dans l'eau.

## Recherche et carrière
Dong a commencé sa carrière indépendante en 2006 à l'Université de Toronto. À Toronto, elle a travaillé sur des hétérocycles pour la chimie médicinale. Elle a démontré comment les lactones pouvaient être synthétisées à partir de céto - aldéhydes à l'aide de catalyseurs au rhodium, en obtenant des lactones régio- et énantiosélectives sans aucun déchet. Dong a été nommée professeure distinguée Adrain Brook à l'Université de Toronto en 2011.
En 2013, Dong a transféré son groupe de recherche à l'Université de Californie à Irvine (UCI). Les premiers points saillants de la recherche à l'UCI comprennent l'hydroacylation (en) catalytique et l'activation des liaisons aldéhyde CH,. Dong a démontré que la catalyse au rhodium pouvait être utilisée pour fabriquer des peptides cycliques, en utilisant des blocs de construction entièrement achiraux et des catalyseurs d'hydrogénation,. La catalyse Rh-hydrure permet une réduction énantiosélective et permet d'accéder à des motifs populaires en chimie médicinale. Dong a également rapporté une stratégie de couplage aldéhyde-alcyne utilisant un double catalyseur au rhodium et un système organocatalyseur (en) amine . Dong continue d'explorer de nouveaux réactifs, catalyseurs et stratégies pour la synthèse organique.

## Prix et distinctions
Dong a reçu de nombreux prix pour ses recherches en chimie organique. Elle a reçu une subvention du Fonds pour la recherche de l'Ontario en 2008. Dong a prononcé la conférence inaugurale Eli Lilly Young à l'Université du Wisconsin à Madison en 2009, où elle a discuté des transformations catalytiques des liaisons CH. Elle a reçu une bourse de la Fondation Alfred P. Sloan en 2009 et a été nommée Amgen Young Investigator en 2010. En 2010, elle a reçu le prix AstraZeneca en chimie. Elle a remporté un Arthur C. Cope Scholar Award (en) de l'American Chemical Society en 2010 pour ses contributions à la chimie organique. En 2011, Dong a remporté le prix Roche Excellence in Chemistry. Dong a remporté le conférence de chimie Novartis en 2012. Elle a reçu une bourse de conférence de la Société de chimie organique de synthèse au Japon (SSOJC)  et une bourse de la Société japonaise pour la promotion de la science (en). En 2016, Dong a reçu le prix de recherche Agnes Fay Morgan (en) de Iota Sigma Pi (en) pour ses recherches exceptionnelles sur l'hydroacylation catalytique,. Dong a reçu le Distinguished Alumni Award de l'UCI en 2018,, le prix Elias James Corey (en) de l'American Chemical Society en 2019, et le prix Merck, Sharp & Dohme (en) de la Royal Society of Chemistry en 2020.
Dong est rédactrice en chef associée de la revue Chemical Science de la Royal Society of Chemistry depuis 2015.

## Vie privée
Dong a rencontré son futur mari, Wilmer Alkhas, à l'Université de Californie à Irvine. Ils ont un fils.